# Rio Estelnic
O Rio Estelnic é um rio da Romênia, afluente do Râul Negru, localizado no distrito de Covasna.